# Revolution (bài hát)
"Revolution" là ca khúc được sáng tác bởi John Lennon song được ghi cho Lennon-McCartney. Ca khúc này được thu theo 2 ấn bản hoàn toàn khác biệt: bản hard rock cho mặt B của đĩa đơn "Hey Jude" và bản tiết tấu nhẹ nhàng hơn trong Album trắng. Cho dù bản "Revolution" được phát hành trước, thực tế nó được thu âm sau ca khúc "Revolution 1" vốn được thiết kế để làm mặt B của đĩa đơn. Ấn bản thứ 3 được Lennon viết là ấn bản experimental có tên "Revolution 9" vốn là phần sáng tác không được dùng tới của "Revolution 1" và cũng được cho vào Album trắng.
Được lấy cảm hứng từ những cuộc biểu tình chính trị vào năm 1968, phần lời của Lennon đã bày tỏ những lo lắng về thái độ của các cuộc biểu tình trên. Khi đĩa đơn được phát hành vào tháng 8, nhiều chính trị gia cánh tả đã cho rằng mình bị phản bội. Ca khúc trong album được phát hành vào tháng 11 đã nhấn mạnh hơn quan điểm của Lennon về tính không chắc chắn của sự thay đổi, như việc câu hát "count me out, in" khi thu đã được thay bằng "count me out". Năm 1987, đây là ca khúc đầu tiên của The Beatles được phát sóng trên truyền hình có bản quyền, và nó đã dẫn tới những tranh chấp giữa những thành viên còn sống của ban nhạc.

## Thành phần tham gia sản xuất
Revolution
- John Lennon – hát, guitar lead, tay vỗ.
- Paul McCartney – bass, Hammond organ, tay vỗ.
- George Harrison – guitar nền, tay vỗ.
- Ringo Starr – trống, tay vỗ.
- Nicky Hopkins – piano điện.

Revolution 1
- John Lennon – hát, guitar acoustic, guitar lead.
- Paul McCartney – bass, piano, organ, hát nền.
- George Harrison – guitar lead, hát nền.
- Ringo Starr – trống.
- Derek Watkins và Freddy Clayton – trumpet.
- Don Lang, Rex Morris, J. Power và Bill Povey – trombone.

Theo Ian MacDonald.